# فرانک اشلک
فرانک رنه اشلک (زادهٔ ۱۵ آوریل ۱۹۸۰) یک رکابزن حرفه‌ای سابق لوکزامبورگی است که در رشتهٔ دوچرخه‌سواری جاده فعالیت می‌کرد. آخرین تیم حرفه‌ای او ترک-سگافردو بود. برادر کوچکتر او اندی، برندهٔ تور دو فرانس ۲۰۱۰ شد. پدر و پدربزرگ آنان نیز دوچرخه‌سواران حرفه‌ای بودند.
بزرگ‌ترین دستاوردهای فرانک اشلک، پنج قهرمانی در مسابقات کشوری دوچرخه‌سواری جاده، برنده شدن دو مرحلهٔ کوهستانی در تور دو فرانس ۲۰۰۶ و ۲۰۰۹ و پیروزی در مسابقهٔ کلاسیک آمستل در سال ۲۰۰۶ بود. پس از مثبت شدن نمونهٔ زیپامید اشلک در تور دو فرانس ۲۰۱۲، در ۳۰ ژانویهٔ ۲۰۱۳ محرومیت ۱۲ ماههٔ او اعلام شد. این محرومیت از زمان مثبت شدن نمونه اعمال شد و در ۱۳ ژوئیهٔ ۲۰۱۳ به پایان رسید.

## فعالیت حرفه‌ای
اشلک مدتی در قالب برنامهٔ ورزشی ارتش لوکزامبورگ رکاب زد و سپس به تیم ایتالیایی دناردی-پاستا مونتگراپا پیوست. در سال ۲۰۰۱ به عنوان رکابزن آماتور آینده‌دار به تیم فستینا پیوست، ولی با انحلال آن تیم در پایان فصل، بدون تیم ماند. پس از مذاکره با بیارنه ریس، در فصل ۲۰۰۲ به تیم سی‌اس‌سی پیوست و در سال ۲۰۰۳ قرارداد حرفه‌ای خود را امضا کرد.

### ۲۰۰۵
در آغاز سال ۲۰۰۵ اندی اشلک به برادرش در تیم سی‌اس‌سی پیوست و در مسابقات قهرمانی کشوری، فرانک برندهٔ مسابقهٔ جاده و اندی برندهٔ تایم تریل شدند. در آخرین ماه فصل ۲۰۰۵ اشلک در سه مسابقه بر سکوی سوم ایستاد. در پایان فصل نیز در رده‌بندی رکابزنان تورهای حرفه‌ای در جایگاه سیزدهم قرار گرفت. هم‌چنین قرارداد خود را تا پایان فصل ۲۰۰۸ تمدید کرد.

### ۲۰۰۶

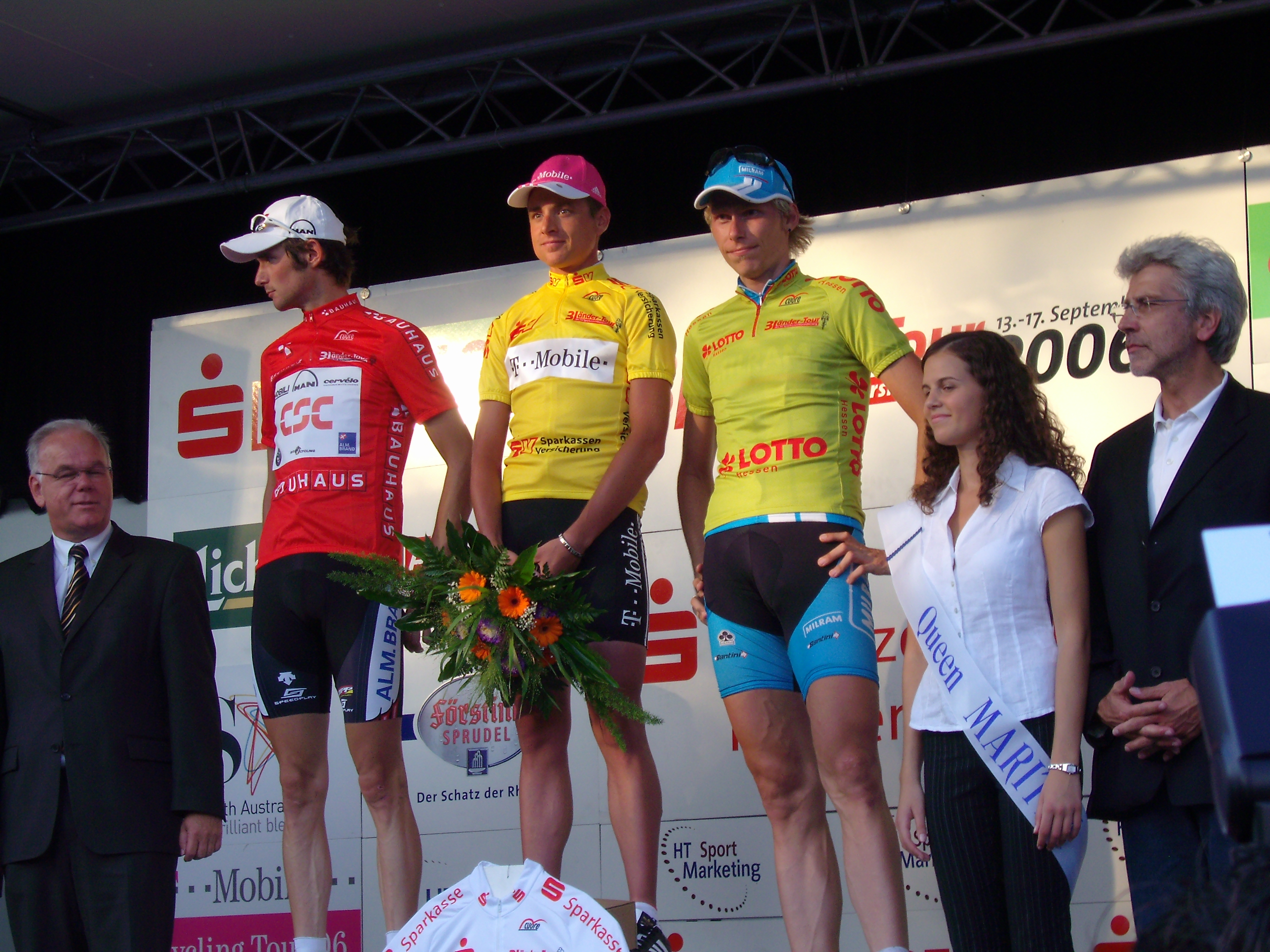
اشلک با پیراهن کوهستان بر سکوی مرحلهٔ نخست تور سه ایالت در سال ۲۰۰۶ (چپ)

نخستین نتیجهٔ اشلک در فصل ۲۰۰۶، مقام پنجم تور پاریس-نیس بود. برخوردی در تور باسک باعث مصدومیت او شد. ولی در مسابقهٔ طلایی آمستل بازگشت و با فرار در ده کیلومتر پایانی، به قهرمانی رسید. در دو مسابقه لافلش والونی و لیژ-باستون-لیژ نیز مقام‌های چهارم و هفتم را به دست آورد. در تور دو فرانس، اشلک در مرحلهٔ کوهستانی از گپ تا آلپ دوئز برنده شد.

### ۲۰۰۷
اشلک چند مسابقه در آغاز فصل ۲۰۰۷ را در ۱۰ نفر اول به پایان رساند. او پیش از مسابقهٔ لیژ-باستون-لیژ دچار شکستگی مهره‌ای شد، ولی در مسابقه شرکت کرد و بر سکوی سوم ایستاد. اشلک در مرحلهٔ چهارم تور سوئیس پیروز شد و پیراهن طلایی را به تن کرد؛ هرچند در پایان تور به مقام هفتم رسید. در تور دو فرانس، هفدهم شد؛ ولی در مسابقات قهرمانی جهان به مقام چهارم دست یافت.

### ۲۰۰۸

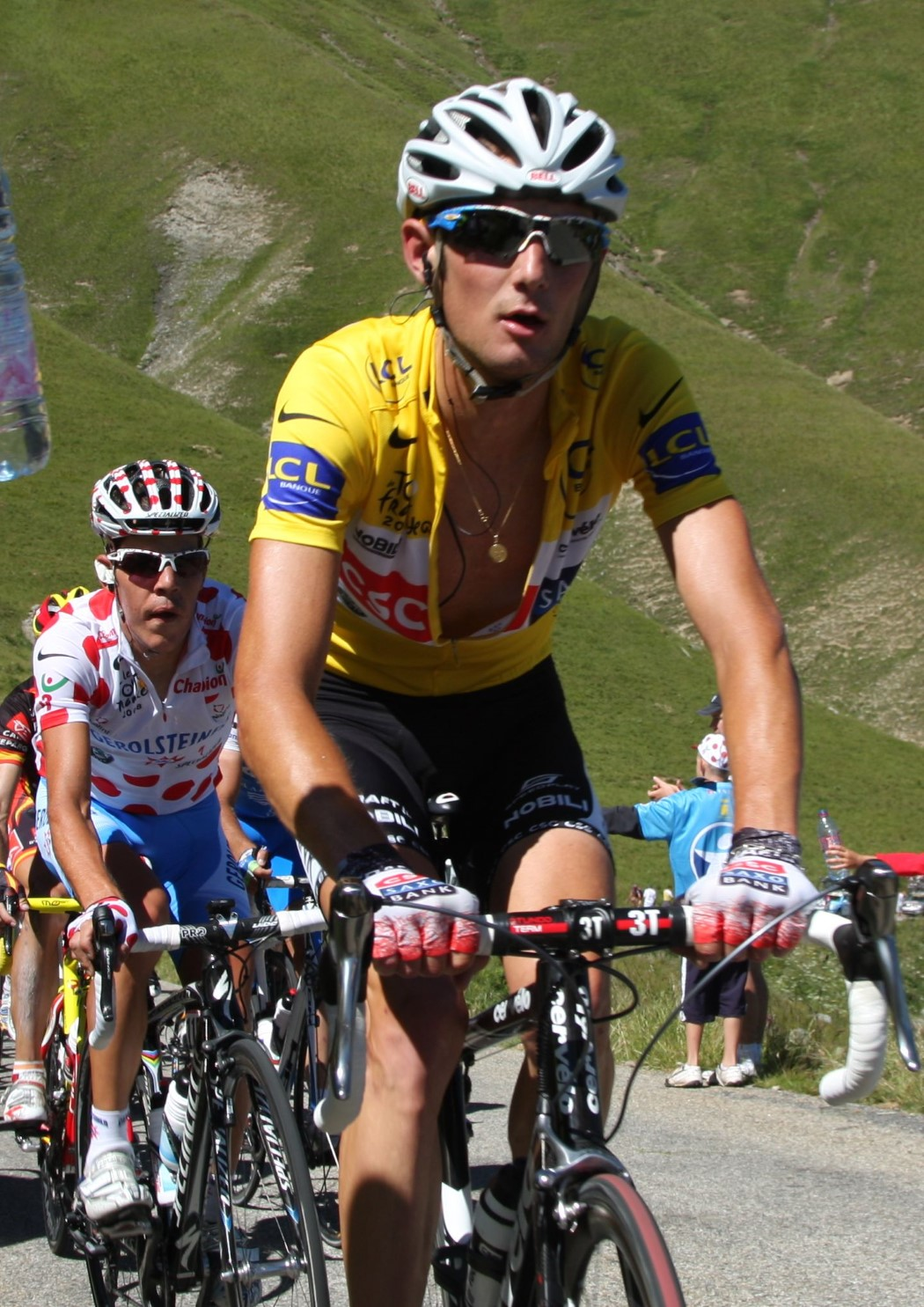
اشلک در تور دو فرانس ۲۰۰۸ با پیراهن طلایی

در فصل ۲۰۰۸، اشلک مقام دوم مسابقهٔ طلایی آمستل را به دست آورد. در مسابقهٔ لیژ-باستون-لیژ نیز سوم شد. در تور سوئیس، اشلک در یک سرپایینی خطرناک تصادف کرد و به دره سقوط کرد؛ ولی آسیب چندانی ندید. اشلک سپس برای دومین بار قهرمان لوکزامبورگ شد. در تور دو فرانس ۲۰۰۸، اشلک در نخستین مرحلهٔ کوهستانی سوم شد و با فاصلهٔ یک ثانیه از رهبر تور، در مکان دوم رده‌بندی اصلی قرار گرفت. هشت روز بعد، توانست فاصلهٔ خود را جبران کند و با عبور از کدل ایونز پیراهن طلایی را کسب کند. در پایان تور، اشلک به مقام ششم رسید.

### ۲۰۰۹

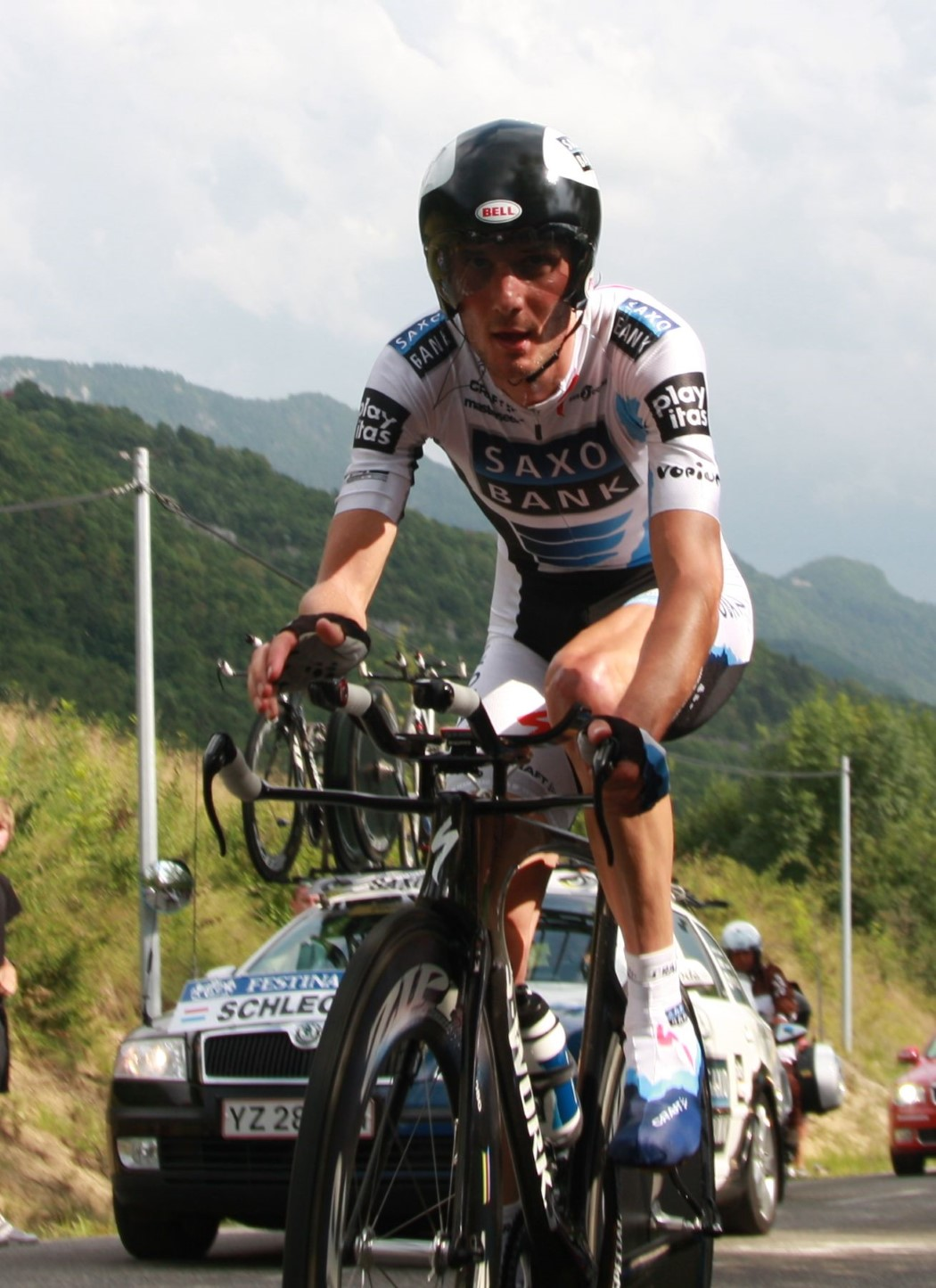
اشلک در تور دو فرانس ۲۰۰۹

در آغاز فصل ۲۰۰۹ اشلک در مرحلهٔ هشتم تور کالیفرنیا برنده شد. سپس در تور پاریس-نیس بر سکوی دوم ایستاد. در ۱۹ آوریل، در مسابقهٔ طلایی آمستل با یکی از رکابزنان برخورد کرد و به بیمارستان منتقل شد. دوباره در ژوئن به مسابقات بازگشت و برندهٔ تور لوکزامبورگ شد. در ۲۲ ژوئیه نیز برندهٔ مرحلهٔ هفدهم تور دو فرانس شد و در پایان تور، مقام پنجم را کسب کرد.

### ۲۰۱۰
در فصل ۲۰۱۰، اشلک برندهٔ مرحلهٔ سوم تور سوئیس شد و با نمایش غیرمنتظره در تایم تریل پایانی برندهٔ مسابقه شد. در مرحلهٔ سوم تور دو فرانس، در مسیر سنگفرش، دچار شکستگی ترقوه شد و وادار به کناره‌گیری از مسابقه شد. در همان فصل در ووئلتا اسپانیا شرکت کرد و در پایان به مقام پنجم دست یافت.
در ۲۹ ژوئیهٔ ۲۰۱۰ برادران اشلک جدایی خود از تیم ساکسو بانک در پایان فصل را اعلام کردند. آنان به تیم لوکزامبورگی تازه‌تأسیسی با نام اولیهٔ لئوپارد ترو ریسینگ پیوستند.

### ۲۰۱۱

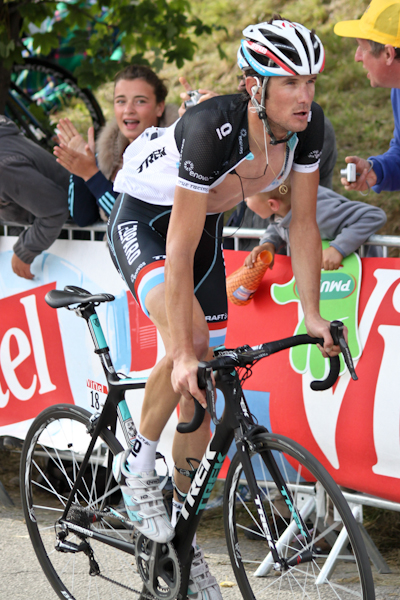
اشلک در تور دو فرانس ۲۰۱۱

در آغاز فصل ۲۰۱۱، نام تیم تازهٔ اشلک با عنوان لئوپارد ترک تأیید شد. اشلک از قهرمانی خود در مسابقات کشوری جادهٔ لوکزامبورگ دفاع کرد. در تور دو فرانس، اشلک به مقام سوم مرحلهٔ دوازدهم رسید. در پایان مراحل کوهستانی پیرنه نیز در مقام دوم رده‌بندی اصلی قرار داشت. در پایان تور، فرانک اشلک سوم شد؛ در حالی که برادرش مقام دوم را به دست آورد. به این ترتیب برای نخستین بار در تاریخ تور دو فرانس، دو برادر بر سکوی نهایی تور قرار گرفتند. فرانک و برادرش برای فصل ۲۰۱۲ با تیم رادیوشاک-نیسان قرارداد بستند.

### ۲۰۱۲–۲۰۱۳

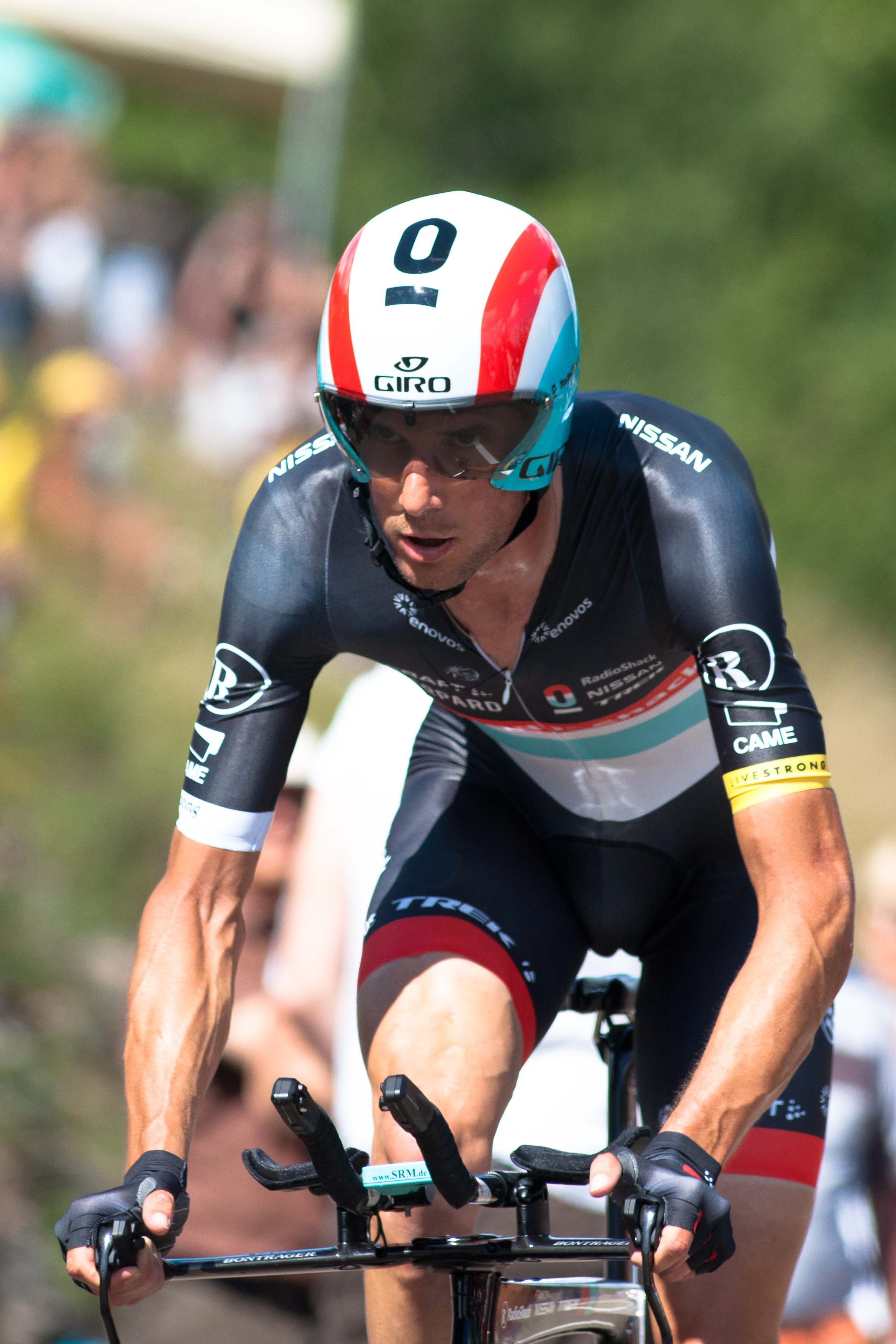
اشلک در تور دو فرانس ۲۰۱۲

در فصل ۲۰۱۲ اشلک تصمیم گرفت در جیرو دیتالیا رکاب بزند؛ ولی در مرحلهٔ پانزدهم انصراف داد. سپس در تور لوکزامبورگ، دوم و در تور سوئیس، سوم شد. در مرحلهٔ ششم تور دو فرانس، اشلک تصادف کرد و زمان زیادی از دست داد.
پس از آن که اتحادیهٔ بین‌المللی دوچرخه‌سواری مثبت بودن نمونهٔ اشلک به دلیل استفاده از مادهٔ ادرارآور زیپامید را اعلام کرد، او تور را ترک کرد.
در ۴ ژوئیهٔ ۲۰۱۳ تیم رادیوشاک-لئوپارد اعلام کرد که قرارداد خود با اشلک را تمدید نخواهد کرد.

## اتهامات دوپینگ

### ۲۰۰۸
در ۲۵ ژوئیهٔ ۲۰۰۸ روزنامهٔ آلمانی زوددویچه تسایتونگ ادعا کرد که فرانک اشلک در دسامبر ۲۰۰۵ با پزشک بدنام اسپانیایی اوفمیانو فوئنتس تماس گرفته است. مقام‌های مسئول اعلام کردند که شاهدی برای این ادعا وجود ندارد.
پیش از مسابقات قهرمانی دوچرخه‌سواری جهان ۲۰۰۸ در وارزهٔ ایتالیا این روزنامه مقالهٔ دیگری دربارهٔ تماس‌های میان اشلک و فوئنتس منتشر کرد و ادعا کرد شاهدی برای انتقال ۷۰۰۰ یورو از اشلک به یک حساب بانکی در سوئیس مرتبط با فوئنتس دارد. پلیس آلمان، وجود این شاهد را نشان داد و سپس دادستان لوکزامبورگ آن را تأیید کرد.
پس از تصدیق اشلک در ۳ اکتبر ۲۰۰۸، بیارنه ریس و سی‌اس‌سی-ساکسو بانک تصمیم گرفتند تا زمان روشن شدن نتیجهٔ اتهامات، اشلک را به‌طور موقت تعلیق کنند. در آغاز دسامبر، اشلک از اتهامات دوپینگ تبرئه شد.

### ۲۰۱۲
در ۱۷ ژوئیهٔ ۲۰۱۲ اشلک پس از مثبت شدن نمونهٔ نخستش که نشانه‌هایی از زیپامید داشت، توسط تیمش از تور دو فرانس اخراج شد. نمونهٔ دوم نیز نتیجهٔ مثبت را تأیید کرد. پس از آن، تیم رادیوشاک-نیسان او را تعلیق کرد.
در ژانویهٔ ۲۰۱۳ محرومیت یک‌سالهٔ اشلک توسط آژانس ضد دوپینگ لوکزامبورگ اعلام شد. آغاز این محرومیت از ۱۴ ژوئیهٔ ۲۰۱۲ بود.

## دستاوردها

### نتایج در گرندتورها
| گرندتور | ۲۰۰۵ | ۲۰۰۶ | ۲۰۰۷ | ۲۰۰۸ | ۲۰۰۹   | ۲۰۱۰   | ۲۰۱۱ | ۲۰۱۲   | ۲۰۱۳ | ۲۰۱۴ | ۲۰۱۵ | ۲۰۱۶ |
| ------- | ---- | ---- | ---- | ---- | ------ | ------ | ---- | ------ | ---- | ---- | ---- | ---- |
| جیرو    | ۴۲   | —    | —    | —    | —      | —      | —    | انصراف | —    | —    | —    | —    |
| تور     | —    | ۱۰   | ۱۶   | ۵    | ۴      | انصراف | ۳    | انصراف | —    | ۱۲   | —    | ۳۴   |
| ووئلتا  | —    | —    | —    | —    | انصراف | ۴      | —    | —      | —    | —    | ۲۴   | —    |